# Cattedrale di Santa Maria Assunta e San Canio Vescovo
Il duomo di Acerenza, noto anche col nome di chiesa di Santa Maria Assunta e San Canio vescovo, è un luogo di culto cattolico di Acerenza e la cattedrale dell'arcidiocesi di Acerenza.

## Storia
L'attuale cattedrale viene edificata tra l'XI ed il XIII secolo sui resti di una precedente chiesa paleocristiana, che a sua volta fu eretta su ciò che rimaneva di un antico tempio d'epoca romana dedicato ad Ercole Acheruntino. I lavori di costruzione iniziano grazie alla generosità di Roberto il Guiscardo nel 1059 con il vescovo Godano, il primo ad avere il titolo di arcivescovo, ma proseguono e terminano con il suo successore, Arnaldo, che, grazie a maestranze francesi, messe a disposizione dai Normanni stessi, ultima l'opera.
Nel 1281 la chiesa viene parzialmente ricostruita in forme romanico - gotiche, con un peribolo a tre absidi divergenti come in altre chiese del Mezzogiorno e dell'Italia centrale e una facciata con tre portali.
La cattedrale romanica subisce gravi danni a causa del terremoto del 1456; inoltre, a causa di una lunga serie di arcivescovi non residenziali, l'edificio fu abbandonato.
Solo nel 1524, per volere dei conti Ferrillo di Acerenza, inizia il restauro completo della chiesa. Alla facciata, ricoperta con un muro a piccole bozze, vengono aggiunti due campanili a pianta quadrata, uno in corrispondenza del portale di destra, l'altro in corrispondenza del portale di sinistra che, però, va perduto. Nello stesso anno si riconsacra la cripta. 
Nel 1555 il maestro Pietro di Muro Lucano rimaneggia in stile rinascimentale il campanile destro, come attestano l'iscrizione murata nella torre: « Ioannes Michael Saracenus SS R E Presb. Card. Archiep. Acherentin. erexit. MDLV » e, sotto la prima monofora, il nome ancora leggibile mastro Pietro di Muro Lucano.
Dopo il terremoto del 1921 viene sostituita la cupola del campanile con una terrazza mentre nel 1934 viene ricostruita la cupola della cattedrale perché il terremoto del 1930 ha lesionato gravemente la cupola cilindrica originaria. Con lo stesso restauro all'interno vengono eliminate le aggiunte barocche.
Nel 1953 viene alterato il sistema di accesso alla cripta con una scala centrale che sale al presbiterio e le scale laterali che scendono verso il basso.
Nel 1954 papa Pio XII eleva la cattedrale alla dignità di basilica minore.
Tra il 1975 e il 1977 vengono rifatti i pavimenti.

## Esterno

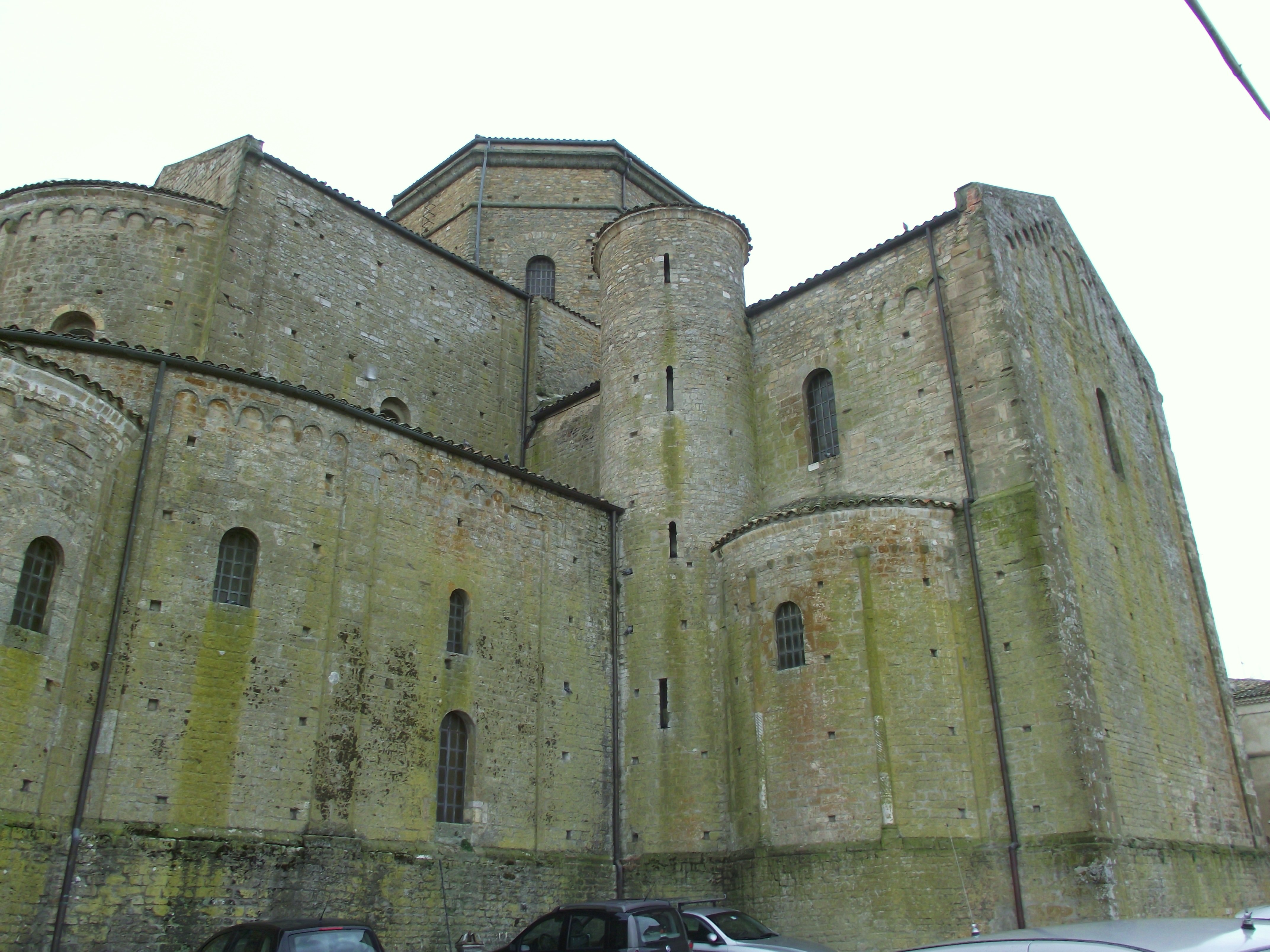
Abside della cattedrale di Acerenza

Il prospetto della cattedrale presenta una parte centrale e due spioventi; quello di destra viene rotto dalla torre campanaria, che rende asimmetrica la sua impostazione.
Il campanile è su quattro livelli: nel secondo una finestra con decorazioni rinascimentali; si intravede inoltre una finestra ed uno spazio incassato per un'epigrafe dedicata all'imperatore Flavio Claudio Giuliano, tra il materiale utilizzato per la costruzione della torre campanaria vi sono anche frammenti di sarcofagi romani con volti di defunti e resti di un'ara funeraria. La torre presenta cinque campane di cui quella più grande (1854) opera di Girolamo Olita.
Due sono le porte che si aprono nella facciata. La piccola porta sul lato sinistro, ampiamente manomessa e sormontata da un arco a tutto sesto, conduce oggi al museo del duomo, mentre la porta centrale, in stile romanico pugliese, è quella principale che immette all'interno della cattedrale. Questa è formata da un protiro mutilo in molte sue parti: alla base delle colonnine di marmo mancano infatti i due leoni (uno è collocato in alto, sullo spigolo sinistro della facciata), mentre dell'arco a tutto sesto che aveva nell'intradosso mezzi busti di figure angeliche, sono rimasti solo due tronconi. Le mensole del portale sono caratterizzate da gruppi scultorei in cui sono raffigurati animali (leoni e scimmie) avvinghiati attorno a due figure umane, presumibilmente un uomo e una donna.
Tra il portale ed il rosone rifatto nel 1928 nel luogo dove era posto quello del 1601 fatto erigere da Lelio Potenza, è collocato lo stemma della famiglia Ferrillo, che restaurò la chiesa nel Cinquecento, e un bassorilievo raffigurante l'animale mitico detto Basilisco, che era parte dell'antico stemma cittadino. Sul vertice della facciata una croce marmorea di recente fattura che ha sostituito il busto marmoreo dell'imperatore Flavio Claudio Giuliano, ritenuto di san Canio di Atella, patrono della diocesi, oggi conservato nel museo del duomo.
Il transetto ha due absidiole sui lati ed un'abside con un peribolo animato da tre absidi divergenti, sopra cui si alza la mole dell'abside vera e propria, fiancheggiata da due torri scalari che ospitano scale a chiocciola, di cui quella destra collegata con l'interno del tiburio da un arco rampante esterno. Nelle absidi divergenti sono incastonate fusti di colonnine a spirale di marmo orientale, che si ritengono facessero parte del ciborio dell'antica chiesa paleocristiana.
Caratteristica della cattedrale sono le pietre squadrate della parte alta, alleggerite da una cornice di archetti pensili sostenuti da paraste. Le pietre sono ricoperte da un'efflorescenza di licheni che cambiano colore quando il tempo passa dal secco all'umido.

## Interno

### Navata e transetto

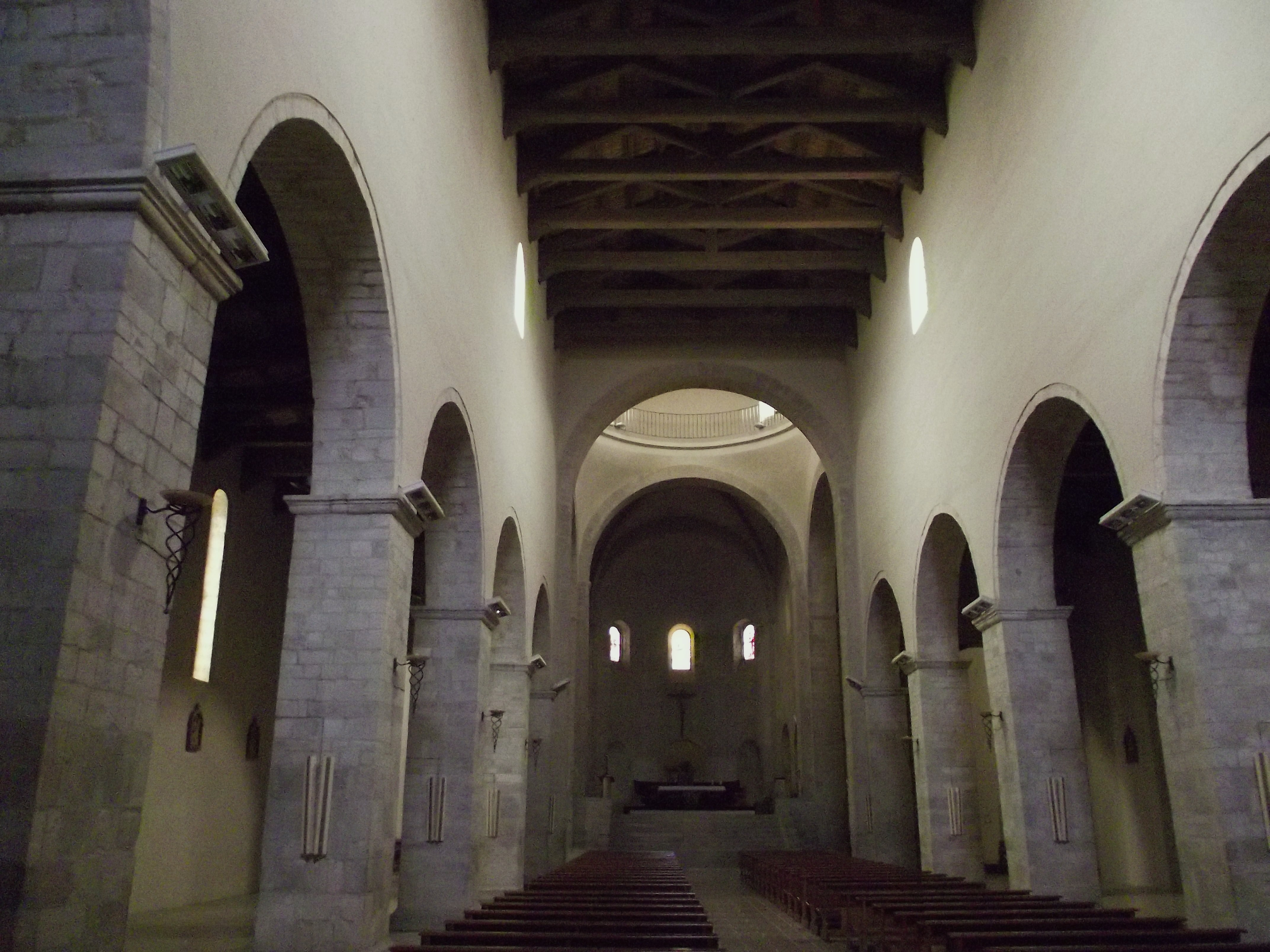
Interno della cattedrale di Acerenza

La cattedrale, lunga 69 metri e larga 23 è a croce latina a tre navate suddivise da 10 pilastri con soffitto a capriate; all'ingresso sulla destra è situata la porta di accesso al campanile con scala a chiocciola in pietra che, al primo livello, si collega con la cantoria che sormonta l'ingresso; percorrendo la navata destra si nota la porta della sacrestia, poi si entra nel transetto che presenta ai suoi estremi due cappelle semicircolari.
In quella di destra, di notevole valore storico-artistico è il grande polittico, opera di Antonio Stabile del 1583; esso raffigura la Madonna del Rosario con san Tommaso d'Aquino e 15 storie della vita della Vergine e di Gesù; attorno al quadro centrale si dipanano le 15 formelle ove sono rappresentati i 15 misteri del rosario e due colonne tortili in legno dorato che sorreggono il timpano nel quale è posta una Santissima Trinità di autore ignoto. Qui è stato posto anche un battistero, con colonnina scanalata elicoidale sotto una vasca monolitica in porfido dell'XI secolo.
Sull'altare del transetto sinistro si trova una Pietà di Antonio Stabile del 1570 dentro una ricca arcata marmorea, probabile opera di Pietro di Muro Lucano, e un secondo dipinto nella lunetta che rappresenta L'ultima Cena di autore ignoto. Nello stesso braccio è stato rimontato l'altare barocco del presbiterio.

### Altare maggiore e coro
Tra il transetto e la navata centrale si eleva il coro e la conca absidale con cinque vetrate degli anni trenta della vetreria Pizzirani di Bari che raffigurano San Canio, San Pietro, Santa Maria Assunta, San Paolo e San Mariano e in basso affreschi a motivi floreali, zoomorfi e antropomorfi; al centro del coro un crocifisso ligneo del XVII secolo e un altare maggiore poggiato su un grande capitello ionico che fungeva da acquasantiera.

### Presbiterio

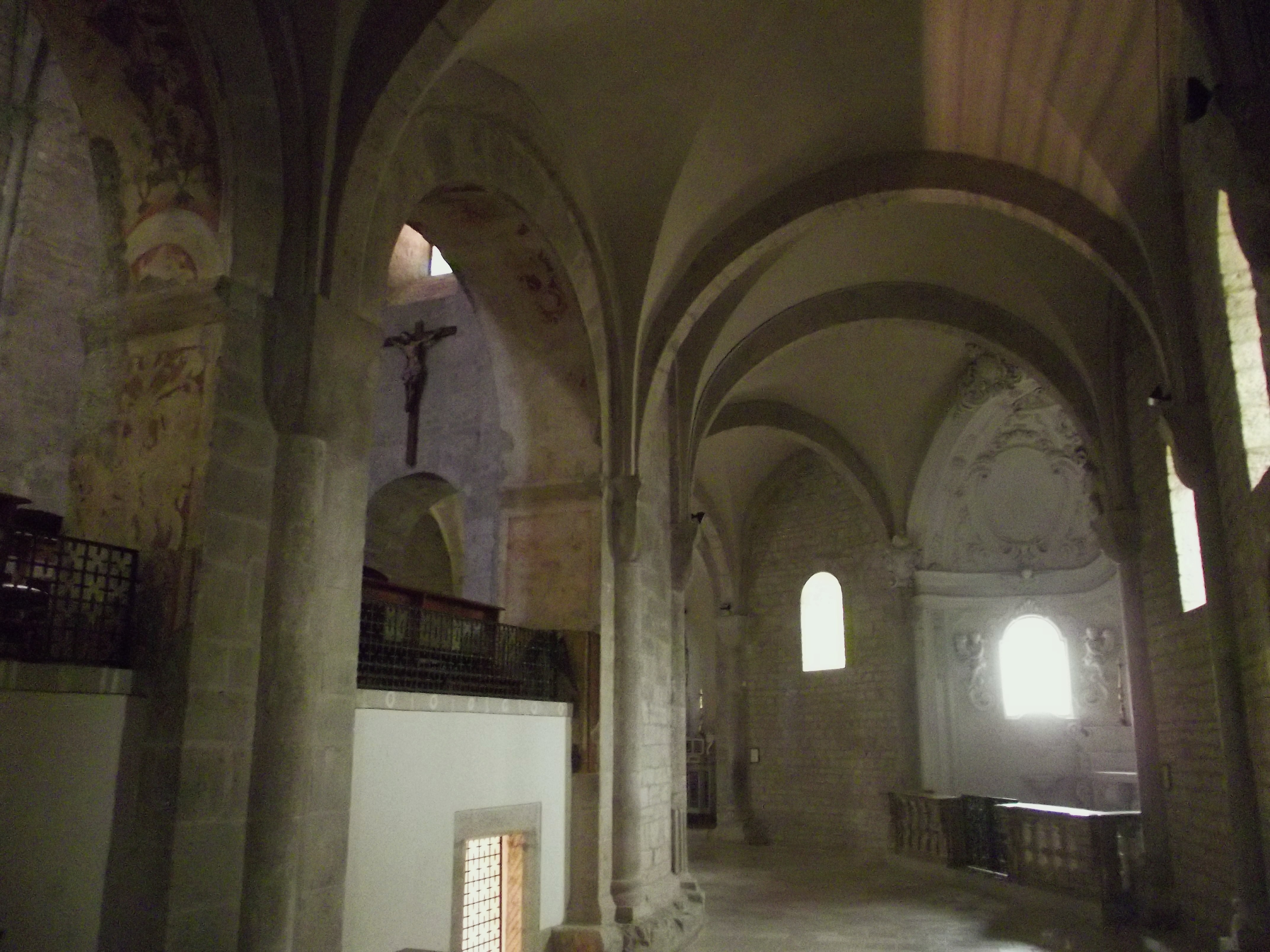
Interno della cattedrale di Acerenza

Il presbiterio, rialzato rispetto al piano di calpestio della basilica, presenta un peribolo attorno al coro su cui affacciano tre cappelle radiali. Alle pareti del peribolo si vedono capitelli cubici e tre colonne in parte scanalate, provenienti da monumenti antichi, e affreschi del XVI secolo: si riconoscono una Madonna col bambino e figure di santi, tra cui san Francesco d'Assisi, san Girolamo negli stipiti della nicchia e san Pietro con un'epigrafe.
Le tre cappelle romaniche con volte a crociera sono dedicate la prima a san Michele arcangelo, con un'opulenta decorazione barocca, una statua del XVII secolo dell'Arcangelo e una statua lignea di San Rocco, un'elegante balaustra di Anton Ludovico Antinori del 1754 e, nell'altare, due statuine lignee sotto campane di vetro; la seconda a san Mariano, con reliquie del santo e una statua lignea dorata del 1613; la terza a san Canio, con altare barocco e busto ligneo del santo del XVII secolo, che racchiude quello in pietra dell'VIII secolo.

### Cripta

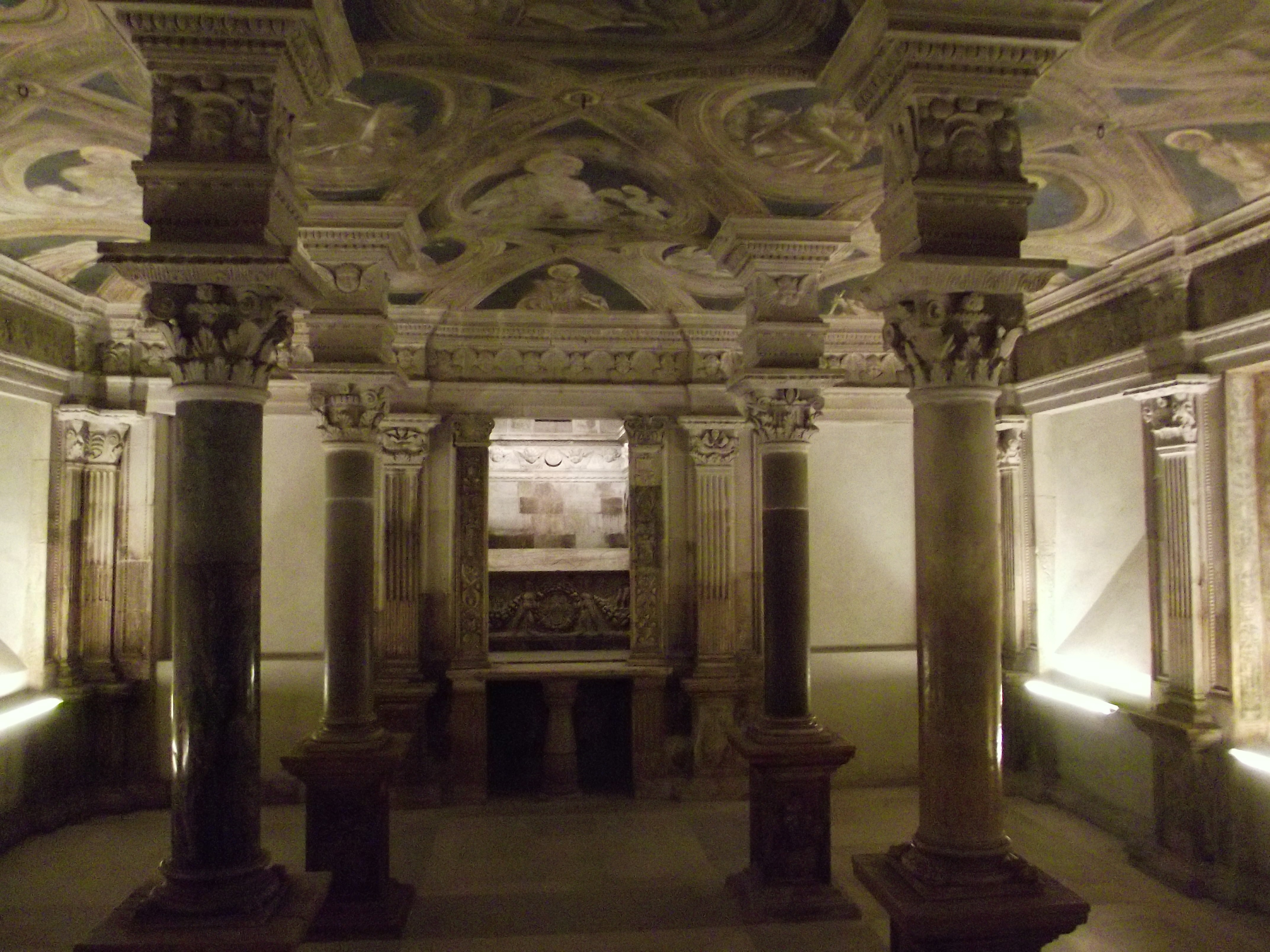
Cripta della cattedrale di Acerenza

Sotto il presbiterio è la cripta, o cappella Ferrillo, consacrata nel 1524, importante testimonianza del Rinascimento, rifatta sul modello della più famosa Cappella del Succorpo di San Gennaro nel Duomo di Napoli, di Tommaso Malvito di Como. La cripta consta di uno spazio quadrato in cui quattro colonne centrali con alti pulvini decorati sorreggono la volta a crociera ribassata a nove campate.
Di fronte all'ingresso è situato un piccolo altare sormontato da una nicchia che contiene il sepolcro della famiglia Ferrillo attribuito a Francesco da Milano, con i ritratti di Giacomo Alfonso Ferrillo e Maria Balsa.
Le pareti sono ricoperte in basso di affreschi, recentemente restaurati, di Giovanni Todisco da Abriola, che rappresentano S. Andrea, S. Girolamo, l'Adorazione dei Magi e infine la Donna dell'Apocalisse e in alto presentano lesene scanalate. 
Nella volta ancora affreschi di Giovanni Todisco con gli Apostoli, i quattro Evangelisti e nei tondi San Francesco, Sant'Antonio, San Bonaventura e San Domenico basso e in alto.
A sinistra dell'ingresso è collocata un'acquasantiera che contiene un rilievo con quattro pesci.